# Ozora
Ozora là một thị trấn thuộc hạt Tolna, Hungary. Thị trấn này có diện tích 59,58 km², dân số năm 2010 là 1611 người, mật độ 27 người/km².